# Francesco Saverio Bianchi

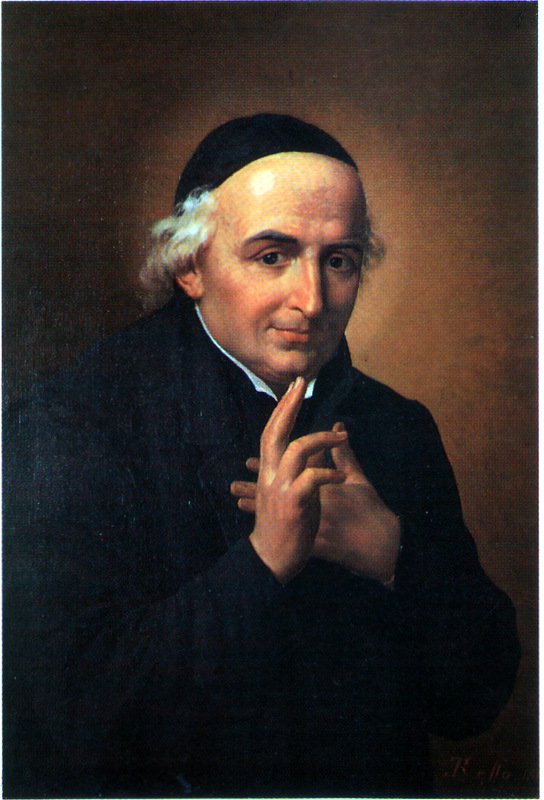
Francesco Saverio Bianchi

Francesco Saverio Bianchi (Francesco Saverio Maria Bianchi; * 2. Dezember 1743 in Arpino, Campanien, Italien; † 31. Januar 1815 in Neapel) war ein italienischer Mönch und Mystiker, der als „Apostel von Neapel“ bekannt geworden ist.

## Leben
Francesco Saverio Bianchi trat 1762 in den Barnabitenorden (früher die Kongregation der Regularkleriker vom heiligen Paulus genannt) ein. Als Barnabit war er in der Erziehung von Jugendlichen und in der Seelsorge tätig.
Als Professor und Mitglied der Akademie der Wissenschaft in Neapel lehrte er Rhetorik und Philosophie erst in Arpino und dann in Neapel. Später kümmerte sich Bianchi immer mehr um Kranke und Arme, er hatte prophetische Gaben und die Gabe, Wunder zu tun.

## Kanonisation
Francesco Saverio Bianchi wurde 1893 selig und 1951 heiliggesprochen.

## Namensbedeutung und Gedenktag
Francesco Saverio Bianchi (deutsch: Franz Xaver Bianchi), Franz bedeutet „der Franke“ und Xaver „das neue Haus“ (nach dem Schloss Javier des Franz Xaver). Gedenktag ist sein Todestag der 31. Januar.